# Muhammad ibn Mūsā al-Khwārizmī
Muhammad ibn Musa al-Khwarizmi (arabisk محمد بن موسى الخوارزمي) (født ca. 780 i det som nu er Usbekistan, død ca. 850) var en persisk matematiker, astronom, astrolog og geograf. Det meste af livet arbejdede han som videnskabsmand i Visdommens hus (Bayt al-Hikma) i Bagdad. Som en af algebraens grundlæggere regnes han blandt de største matematikere i historien ved siden af navne som Arkimedes og Brahmagupta. Eponymet algoritme er direkte afledt af hans navn.
Muhammad al-Khwarizmi var blandt de første videnskabsfolk, der deltog i aktiviteterne i Bayt al-Hikma. Han rejste til Bagdad for at studere, men blev selv efterhånden leder af Visdommens hus i Bagdad, et centrum for den videnskabelige opblomstring, der fandt sted i Abbaside-kalifatet i Middelalderen, og som er kendt under navnet den islamiske guldalder. Al-Khawarizmi var kendt som astronom og skrev både teoretiske astronomiske arbejder og nogle praktiske instrukser om brug af et solur og fremstilling af et astrolabium, ligesom han opstillede tabeller over længde- og breddegrader for verdens kendte steder. Han skrev også en bog om "den indiske regnemåde", som præsenterede det indtil da ukendte titalssystem (som stammede fra Indien) for den vestlige verden og er dermed indirekte en stor del af årsagen til, at vores talsystem i dag er kendt som "arabertal".
Hans største matematiske bidrag er imidlertid knyttet til algebra, og sammen med Diofant regnes han som algebraens far. Selve ordet algebra stammer fra det arabiske ord al-jabr, som var en af de to metoder, han brugte for at løse andengradsligninger, og som også optrådte i titlen på den revolutionerende afhandling, han skrev, og som regnes for hans største bedrift: Al-kitāb al-mukhtaṣar fī ḥisāb al-ğabr wa’l-muqābala eller som den latinske oversættelse hed: Liber Algebræ et Almucabola. Bogen var et bestillingsarbejde fra kalif al-Mamun, der ønskede en håndbog i matematik, der kunne være til nytte for befolkningen ved løsningen af en række dagligdags problemer. al-Khwarizmi opstillede derfor en lister over en række klassiske matematiske problemer og deres løsninger, f.eks. opmåling af landstykker, handelstransaktioner og deling af arv. Det geniale ved al-Khwarizmis fremstilling var imidlertid, at han føjede en rent teoretisk indledning til sit værk, hvor han på en struktureret facon fremlagde de forskellige teoretiske løsningsmetoder, der blev taget i brug i de praktiske afsnit. Med al-Khwarizmis bog blev de ræsonnementer, man foretog om de praktiske spørgsmål, der skulle løses, løsrevet fra de konkrete anledninger og gjort til et selvstændigt studium. Dermed var algebraen bragt til verden.
Et månekrater, 'Al-Khwarizmi' er opkaldt efter ham. 